# Greatest Hits (PlayStation)
Pour les articles homonymes, voir Greatest Hits.
Greatest Hits est une marque utilisée par Sony Interactive Entertainment pour les réimpressions à prix réduit de jeux vidéo PlayStation. Cette marque est utilisée pour les réimpressions de jeux populaires et les plus vendus pour chaque console de la famille PlayStation, qui sont délibérément vendus avec un prix de vente conseillé inférieur à celui de la production originale d'un jeu, et qui présentent une marque spéciale - colorée en rouge depuis la PlayStation 2 - sur leur boîte, ainsi que des boîtiers de couleur rouge pour les versions PlayStation Portable, PlayStation Vita, PlayStation 3 et PlayStation 4 (au lieu des boîtiers traditionnels transparents ou bleus).
Des programmes équivalents existent en Europe et en Océanie (sous le nom d'Essentials), au Japon et dans certains pays asiatiques (sous le nom de The Best), en Corée du Sud (sous le nom de BigHit) et en Amérique du Sud (sous le nom de Favoritos) PlayStation Hits est utilisé comme étiquette pour les jeux PlayStation 4 en Amérique du Nord, au Brésil, en Europe, en Océanie, au Japon et dans certains pays asiatiques.

## Histoire
Lorsque Sony introduit le programme pour la PlayStation en mars 1997, les jeux pouvaient devenir des titres Greatest Hits après avoir été vendus à au moins 150 000 exemplaires et avoir été commercialisés pendant au moins un an,. Les ventes minimales requises sont ensuite passées à 250 000. Lorsque ce programme arrive sur la PlayStation 2 en 2002, les jeux pouvaient devenir des titres Greatest Hits après avoir été vendus à au moins 400 000 exemplaires et avoir été commercialisés pendant au moins un an. Les prix de vente suggérés pour les titres Greatest Hits étaient initialement de 24,99 $, mais ils sont maintenant généralement vendus à 19,99 $. Bien que les jeux développés par Sony soient pratiquement assurés de devenir des titres Greatest Hits s'ils remplissent les conditions de vente et d'âge, les développeurs tiers ne sont pas tenus de publier leurs titres sous l'étiquette Greatest Hits, même s'ils remplissent les critères. En outre, Sony laisse aux développeurs tiers une certaine marge de manœuvre en ce qui concerne le prix de leurs propres titres Greatest Hits, mais la plupart d'entre eux s'en tiennent au prix de vente conseillé convenu. Les jeux qui se vendent à plusieurs millions d'exemplaires peuvent devenir des titres Greatest Hits bien après 9 mois afin de maximiser les profits. Il est également courant qu'un jeu soit réédité sous l'étiquette Greatest Hits peu de temps après la sortie de sa suite ou de son successeur.
En 2006, Sony étend le programme Greatest Hits à la PlayStation Portable. Pour être éligible, un titre doit être sur le marché depuis au moins 9 mois et s'être vendu à 250 000 exemplaires ou plus. Le prix des Greatest Hits pour les jeux PlayStation Portable commence généralement à 19,99 $. Le 28 juillet 2008, le programme est introduit sur la PlayStation 3. Un jeu PlayStation 3 doit être commercialisé pendant 10 mois et se vendre à au moins 500 000 exemplaires pour répondre aux critères du programme Greatest Hits. Les titres Greatest Hits de la PlayStation 3 sont vendus au prix de 29,99 $.
Sony annonce le lancement de Greatest Hits sur PlayStation 4 au Mexique, au Canada et aux États-Unis, rebaptisé PlayStation Hits, le 19 juin 2018. Comme les versions PS3 Greatest Hits, elles présentent un emballage de couleur rouge et un bandeau rouge sur leur boîte et leur disque. Les prix des PlayStation Hits seront également disponibles sur le PlayStation Store,.

## «Édition spéciale»
Alors que les titres Greatest Hits ne sont généralement qu'une réédition du jeu original avec un emballage modifié et un prix inférieur, il arrive qu'un jeu fasse l'objet d'une « édition spéciale » de sa version originale, publiée sous l'étiquette Greatest Hits. En général, ces ajouts sont de petits bonus, tels que l'inclusion de corrections de bogues, de nouvelles démos de jeux ou de CD de bandes sonores, ou de légères améliorations telles que l'ajout d'une commande analogique ou d'une fonction de vibration à des jeux qui n'en disposaient pas dans leur version d'origine. Parfois, des changements importants sont apportés au jeu. Les éditions spéciales Greatest Hits de Devil May Cry 3 : L'Éveil de Dante, Dragon Ball Z: Budokai 3, Heavy Rain, Jet Moto 2 (en) Le Monde perdu : Jurassic Park, Midnight Club 3: DUB Edition, Midnight Club: Los Angeles, Silent Hill 2, Virtua Fighter 4 Evolution et Spyro: Year of the Dragon, qui sont considérablement améliorés par rapport à leur version originale avec des personnages, des niveaux, des modes, des fonctionnalités, etc. supplémentaires.